# Pałac w Iłowej
Pałac w Iłowej (niem. Schloss Halbau) – zabytkowy pałac w mieście Iłowa.
Pałac wybudowany w 1626 przez barona Christopha (Krzysztofa) von Schellendorfa. Po śmierci Christopha majątek odziedziczył jego brat Wolf(gang), a po nim jego syn Maksymilian (zm. 1703). Główne wejście w wieży, w kamiennym portalu z 1626; nad nim kartusze z herbami von Schellendorf i domu Zedlitz, poniżej tablica erekcyjna z inskrypcją:

Der wolgeborne Herr Herr Christoff Freyherr
von Schellendorff Herr zu Königsprug auf Saltz

Kunaw und Halbaw pfandeshehr der Herrschafft

Klitschdorff und Liepschaw Röm Kay Maytt

lassen Anno 1626

Obiekt jest częścią zespołu pałacowego z XVII-XX w., w skład którego wchodzą jeszcze:
- park[13]
- aleja grabowa[14]
- brama wjazdowa „Mostek Miłości” z 1905[15]

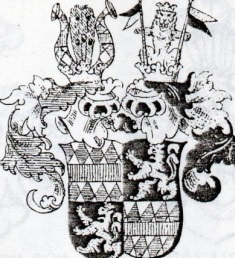
Herb Schellendorf
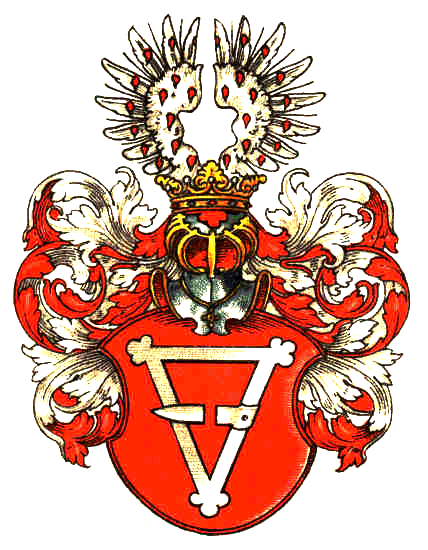
Herb Zedlitz